# 身体障害者標識

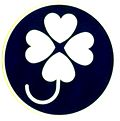
身体障害者標識（※地の色は青である）

身体障害者標識（しんたいしょうがいしゃひょうしき）とは、道路交通法に基づく標識。2002年（平成14年）6月1日の道路交通法改正による障害者に係る免許の欠格事由の見直しに伴い導入された。

## 概要

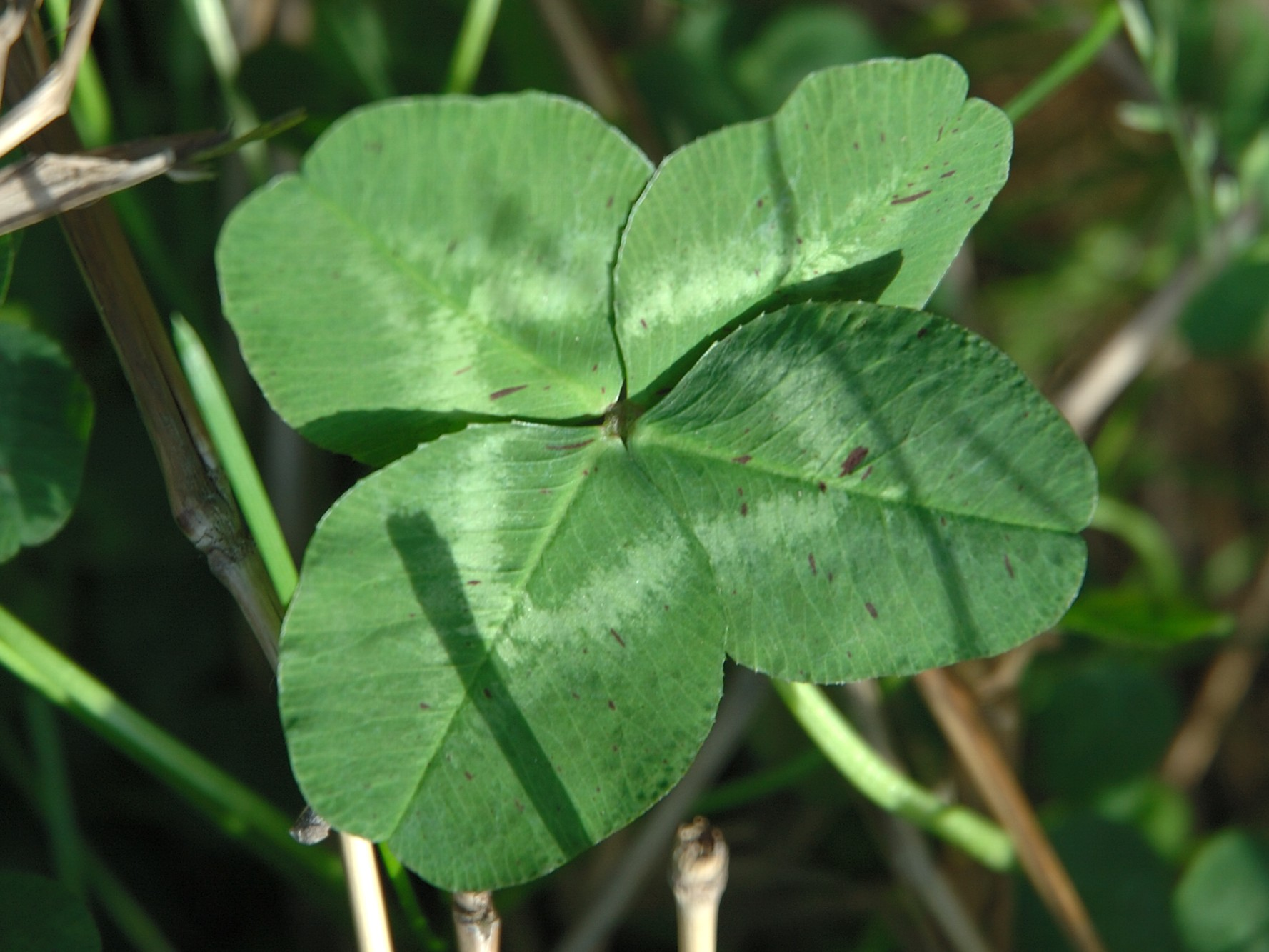
四つ葉のクローバー

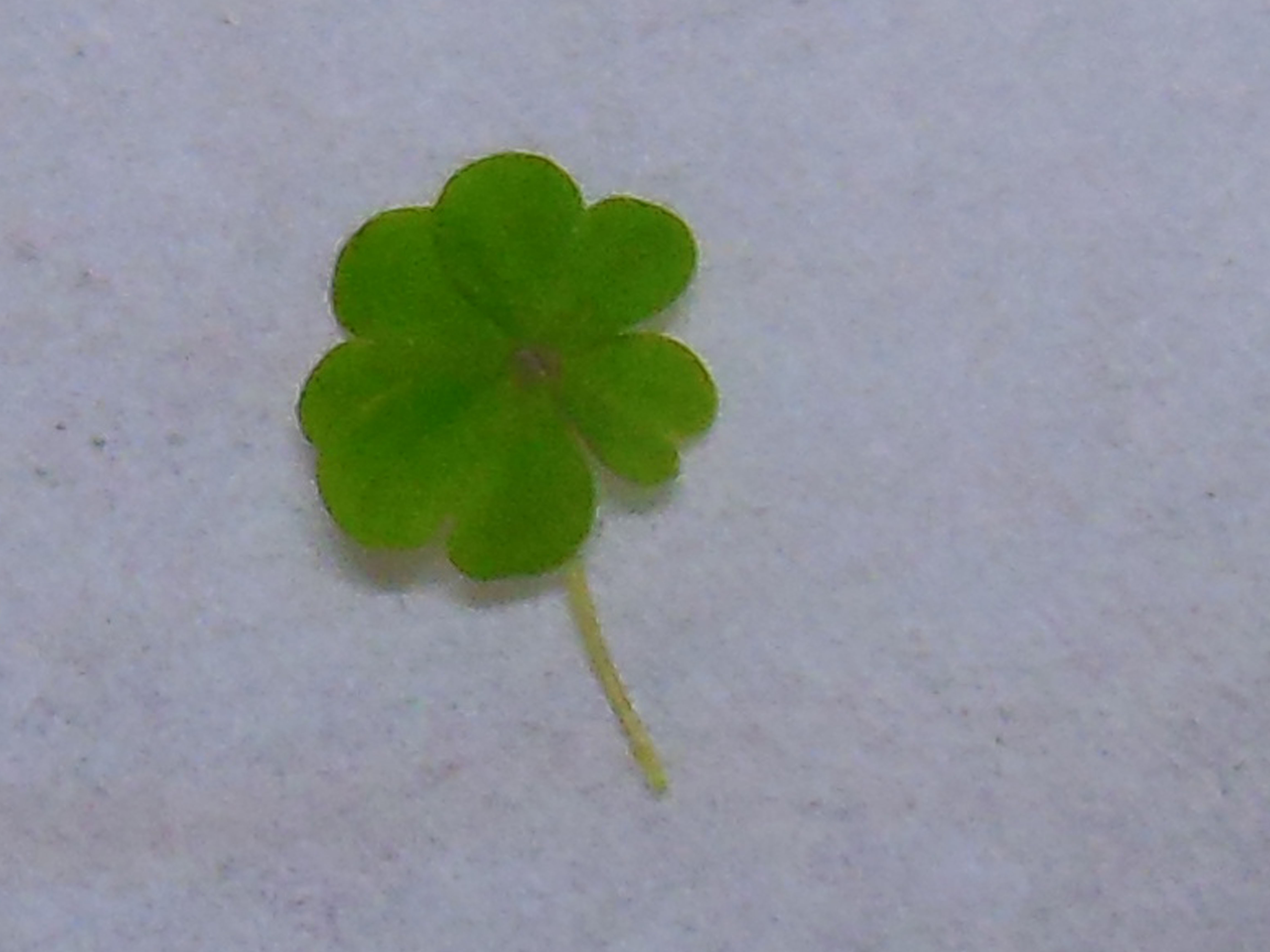
四つ葉のカタバミ

デザインは川崎和男による。円形をしており、青地に白の四葉の植物をあしらった図案で、一般的には四葉マーク（よつばマーク）やクローバーマークの通称で呼ばれる。
肢体不自由であることを理由に運転免許に条件を付されている者であって、肢体不自由が自動車の運転に影響を及ぼすおそれがあるとき、運転車両前後の視認性の高い部分（地上0.4〜1.2m以内）に掲示して運転するよう務めなければならない。市販のものは、裏面が磁石になっていて車体に貼り付けることができる「マグネットタイプ」と、車内から窓ガラス等に貼り付けることができる「吸盤タイプ」の2種類が主に出回っている。
肢体不自由の障害を持った運転者が対象なので、内部疾患障害や聴覚・視覚障害者は対象外である。なお、普通自動車に掲示する事が努力義務となっており、掲示しないことによる罰則等はないが、肢体不自由が普通自動車の運転に影響を及ぼすおそれがあると運転者自身が判断する場合には、表示するように努めなければならないとされている。
聴覚に障害があることを理由に運転免許に条件を付されているものの場合は「聴覚障害者標識」の掲示を求められており、こちらは罰則付きの義務である。
なお、クローバーマークとして定着しているが、本物のクローバーの葉は丸い形をしており、葉がハート型の植物はカタバミである。

## 保護義務
初心運転者標識・高齢運転者標識・聴覚障害者標識と同様に、周囲の運転者はこの標識を掲示した車両を保護する義務を有し、幅寄せ・割り込み（やむを得ない場合は除く）などの行為を行なってはならないと定められており、掲示中の車両に対し幅寄せや割り込みをした場合、交通違反（初心運転者等保護義務違反や割り込み）となって処罰が下されることとなる。

## 紛らわしい標章等

### 国際シンボルマーク

1969年から使われている国際シンボルマーク

上記の身体障害者標識よりも古く（1969年）から使われ、圧倒的に認知度がある、いわゆる「車椅子マーク」こと、「（障害者のための）国際シンボルマーク、International Symbol of Access」は、広く各種障害のある（障害者に限らず高齢者やケガ人なども含む）人々が利用できる建築物や施設であることを示す、世界共通のピクトグラムである。
日本国内では公益財団法人日本障害者リハビリテーション協会が商標登録（第1562455号）を行って管理しており、車椅子の意匠が描かれているマークが障害者優先駐車スペース・優先席・車椅子などの利用を考慮した多目的トイレなどに広く用いられている。しかし「車いす使用者だけ、あるいは肢体不自由者だけを対象としている」という誤解は多い。
あくまでも前記した通り、障害のある人々の利便が図られた建築物や施設の視認性向上や、健常者へ配慮を促すために用いるのであって、設備・装備の無い普通の車両に貼り付けることは、このマークの本来の使用方法からは乖離したものであり、ましてや障害者を示すマークではない。
本来の使用方法として車両に当マークを掲示するのであるならば、手もしくは足のみで操作する運転補助装置を装備した車両や、車椅子用のリフトやスロープ、もしくは回転式シートなど障害を緩和する何らかの設備の装備された車両、いわゆる「福祉車両」や、車椅子や高齢者などの乗降に配慮した低床バス（ノンステップバス）などに限られる。
多くの人々（健常者も、なかには障害者自身も）が勘違いしていると思われる使用方法として、このマークを車に貼って、障害者優先駐車スペースを利用し、あたかもこのマークが免罪符であるかのような使用法がなされている。しかし、このマーク自体にはなんら法的効果を無い。同財団のガイドラインによれば、「推奨しない行為ではあるが、このマークを障害の有する者が乗車する車両に掲示したとしても、車内に障害をもった者がいるということを意味するに過ぎない」としている。いわば譲り合いが円滑となるシンボルに過ぎないのである。自治体によっては、障害者用駐車スペースを利用できることを明示するために車内に掲示するステッカーを、ある一定の条件を有する人向けに発行しているところがある。

### Accessible Icon Project

2013年に再デザインされたマーク

2009年にアメリカで始まった草の根運動「Accessible Icon Project（略称：AIP）」により、上記国際標準の国際シンボルマーク（同プロジェクト曰く受動的でネガティブな印象を受ける）を、よりアクティブでポジティブなものに変えようと、アクティブな形にリデザインされたマークが2013年に発表され、ニューヨークのタクシーなどで使用されている。日本では一般社団法人 日本福祉車輌協会や、一般社団法人センターポール（パラアスリートの活動支援を行っている）などが普及に協力している。

### 駐車禁止等除外標章（身体障害者用）

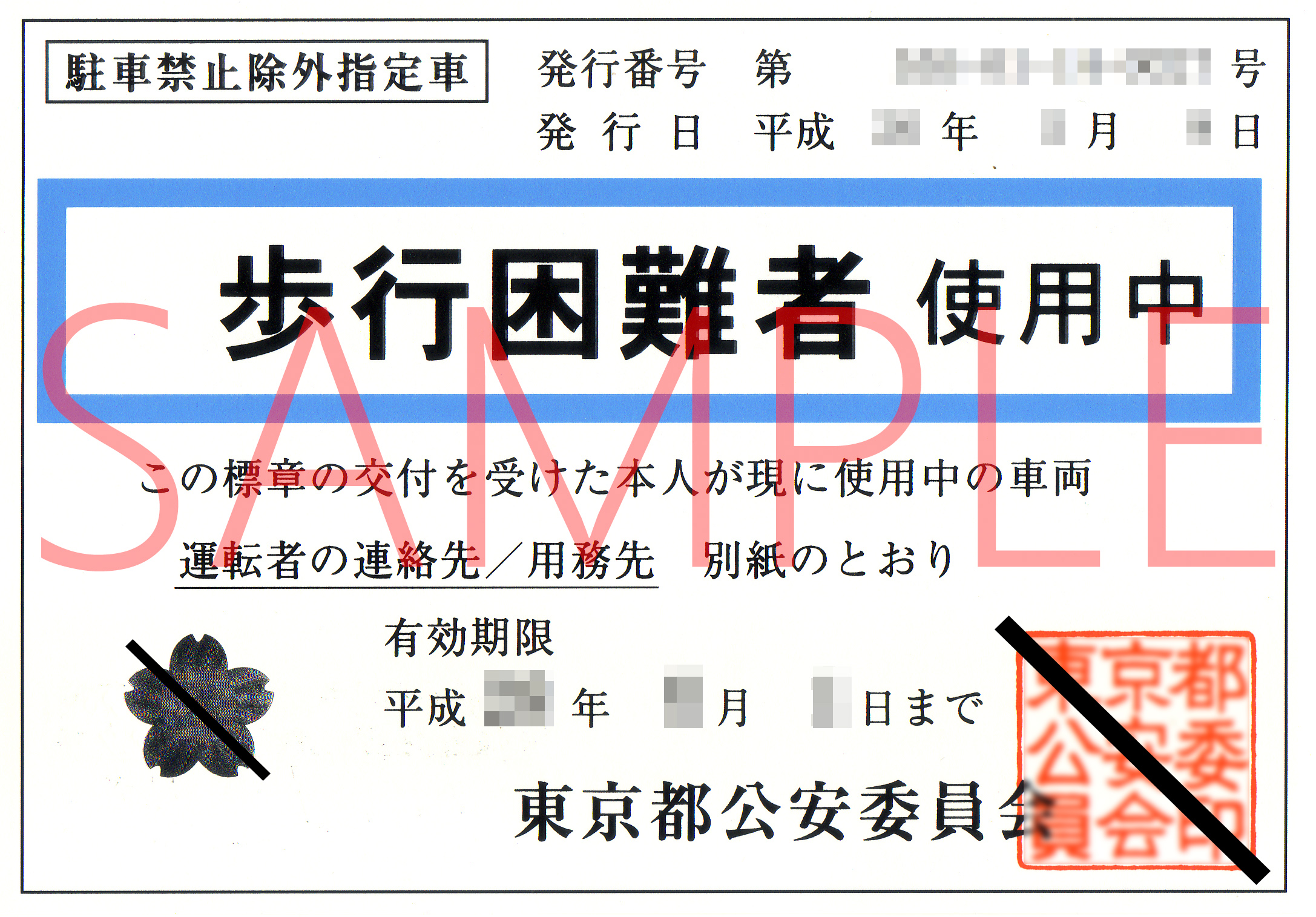
駐車禁止等除外標章（身体障害者用）

駐車禁止等除外標章（身体障害者用）とは、公安委員会による駐車禁止規制が行われている道路の部分での駐車が可能となる標章である。道路交通法にのっとり、各都道府県公安委員会に申請・許可を受けて交付されるものであり、交付を受けた本人の使用する車両が駐車するにあたり、掲示するのが駐車禁止除外指定時の義務である。また2007年（平成19年）8月1日から従来のそれとは交付基準に変更が生じているので注意が必要である。除外標章を掲出しても除外の対象とならない場所も存在し、交付対象者も細かく規定されている。
この標章が掲示される車両の運転者は必ずしも交付を受けた本人でなくても構わないが、交付を受けた本人が同乗するなどして「使用」している必要がある。掲示するときは、運転者の連絡先または用務先を記した紙を標章とともに前面ガラスから見やすい位置に掲出しなければならない。警視庁によれば、紙の大きさは標章と同じ程度のB6判を推奨している。なお、使用に当たっては極力コインパーキングなどの路外駐車場を利用し、駐車する時間は最小限にするようにしなければならない。